# 1955年麥克阿瑟機場聯合航空空難
1955年4月4日，一架名為「愛達荷主線號」的聯合航空道格拉斯DC-6在起飛後不久便於美國紐約州艾斯利普鎮朗肯科瑪區長島麥克阿瑟機場墜毀。这架註冊編號為N37512的飛機當時正執行一次儀表等級檢查飛行，起飛後不久机身便開始向右傾側。在攀升至46米高後，該飛機轉向90度，導致其前機頭突然下降；並墜毀到地上。機上3名機組人員於碰撞中全数身亡。
後繼的調查發現機組人員當時正在模擬一次發動機失效，其中一個機組人員需要在起飛時把4號引擎的節流閥向後拉。調查人員發現如果節流桿向後拉得太多，會導致該螺旋槳開始反推；此功能本來是使飛機在降落的時候減速的。於起降架被收起後，機組人員應該把座艙內的金屬旗升起；把螺旋槳帶到正確的位置，因為除非機體在地面或該旗被人手升起；一個安全裝置會防止電力運作葉片根部的轉換推力裝置。民用航空委員會（CAB）的調查人員總結事故的成因是其中一名機組人員向4號引擎施加全功率，認為此舉能夠把機體帶離持續傾側的狀態。但由於葉片被逆轉和該旗沒有升起，此舉令反推力急劇增加；導致該DC-6失控。調查人員也認為突發性的傾側和俯衝令機組人員能夠於撞擊前恢復機體的機會甚微。
在空難發生後，民用航空局（CAA）發出適航指令，指示所有DC-6和DC-6B飛機均需要安裝一個手動裝置；以防止螺旋槳的葉片在無意中逆轉。聯合航空也表示它們已經開始在DC-6的駕駛艙中安裝一個反推力指示燈，以警告駕駛員螺旋槳正在反推。

## 事故概述
1955年4月4日，45歲的聯合航空檢查機長斯坦利.C.霍伊特；正與同一間航空公司的其他兩個駕駛員進行一次儀表等級檢查飛行。霍伊特自1937年便受僱於聯合航空，並擁有9,763小時飛行經驗；當中有549小時飛行DC-6的經驗。 他當時正在訓練兩個駕駛員；40歲的亨利·M.多齊爾和35歲的維納斯.H.韋伯， 以便他們保留儀表飛行的資格，從而允許他們進行儀器飛行。 該飛機為一架道格拉斯DC-6，註冊編號為N37512、編號為43001。該機體擁有22,068小時的飛行時數，並於空難前進行了一次105小時的檢查。該飛機由四台普惠R-2800雙黃蜂引擎推動，並配備漢勝43E60-317螺旋槳。
空難當日的天氣晴朗，但西南方有一道時速20公里的強風正影響該機場，並偶爾出現每小時30公里的陣風。 該飛機進行了數次迴圈，起飛後又再次降落，直到目擊者見到該飛機於跑道尾前停下；並於美國東部時間約下午3時50分起飛。 該飛機的負載約為61,000公斤，遠低於最大允許重量；而質心則已達到該機型規定的標準。
飛機於跑道的1,500呎至1,800呎處達至起飛速度；其飛離地面後機組人員升起起落架，並開始穩定爬升。在爬升到50呎時，該機體開始向右傾側。該爬升傾側繼續增加並驚動到目擊者，不久後該飛機便翻轉到90度，機翼垂直於地面。 於約150呎的高度；該機體的四個引擎仍然處於起飛推力時，該飛機的機頭垂下，並開始失速。機體的右翼和機頭首先着地，導致機身翻側，直至該飛機向上朝向正面並被大火吞噬。即使長島麥克阿瑟機場對空難作出災難應對，機上三名機組人員全部於墜毀中死亡。該機體後來被墜毀後的大火摧毀。

## 調查

### 殘骸檢驗
負責調查是次空難的民用航空委員會（CAB），到達長島麥克阿瑟機場以檢驗殘骸。在收到有意外目擊者看見飛機在轉向後穩定爬升；直至向右急劇傾側為止的報告後，調查人員對四台已燒焦的引擎作出檢驗。其已經於碰撞和後續的大火中嚴重受損，但結論是全部四台引擎在碰撞時仍然在運轉。 雖然CAB不能確鑿地估計引擎所產生的功率，但調查人員認為在殘骸中沒有證據顯示引擎有運作失效。
調查人員也同時認為所有飛行操縱裝置，包括升降舵、副翼和舵在墜毀時運作正常，而且飛機的飛行控制系統也沒有異常。襟翼也被延伸至15至20度，是起飛時的標準設置。調查人員其後發現位於飛機最右邊的4號引擎的螺旋槳葉片被逆轉。1、2和3號引擎的葉片槳距均位於正34度，一樣是起飛時的標準設置，但4號引擎的葉片槳距卻被設置到負8度，處於全面反推的狀態。

### 引擎的反推
DC-6上的螺旋槳是被設計成可以於飛機著地時提供反向推力。當此功能被啟動時，螺旋槳便會開始於反方向產生推力，令該飛機減速。當機組人員減少油門桿時，螺旋槳中的電動機關便會把轉動葉片的中心調校到可以提供反向推力的位置。 如果機組人員需要進行一次重飛，他們可以把油門桿還原到正面位置並再次提供前向推力，令他們能夠執行整個動作。
道格拉斯飛行器公司設計了一個系統以防止螺旋槳葉片在飛行途中意外地進行反推。在開發DC-6時，該公司安裝了一個系統；能夠於飛機尚在空中時切斷提供螺旋槳動力的電力。當起落架有足夠的重量；也即是飛機在地面時，提供電力到該機關的開關將會關閉；代表着當飛機著地時螺旋槳能夠反推，令飛機能夠減速。當該開關關閉時，一道紅色的旗會在飛機駕駛艙中之視野搖擺，警告機組人員螺旋槳可能在逆轉的壯態。如該開關於降落時不能關閉，該旗將會自動升起；而該機關將會修復電力。當飛機起飛時，該機關的電力將會被切斷；故螺旋槳的葉片不會在無意間逆轉，該紅旗也會於視野中搖擺。而可以警告機組人員螺旋槳正在逆轉的反推力警示燈，則沒有於「愛達荷主線號」上安裝。

### 飛行測試

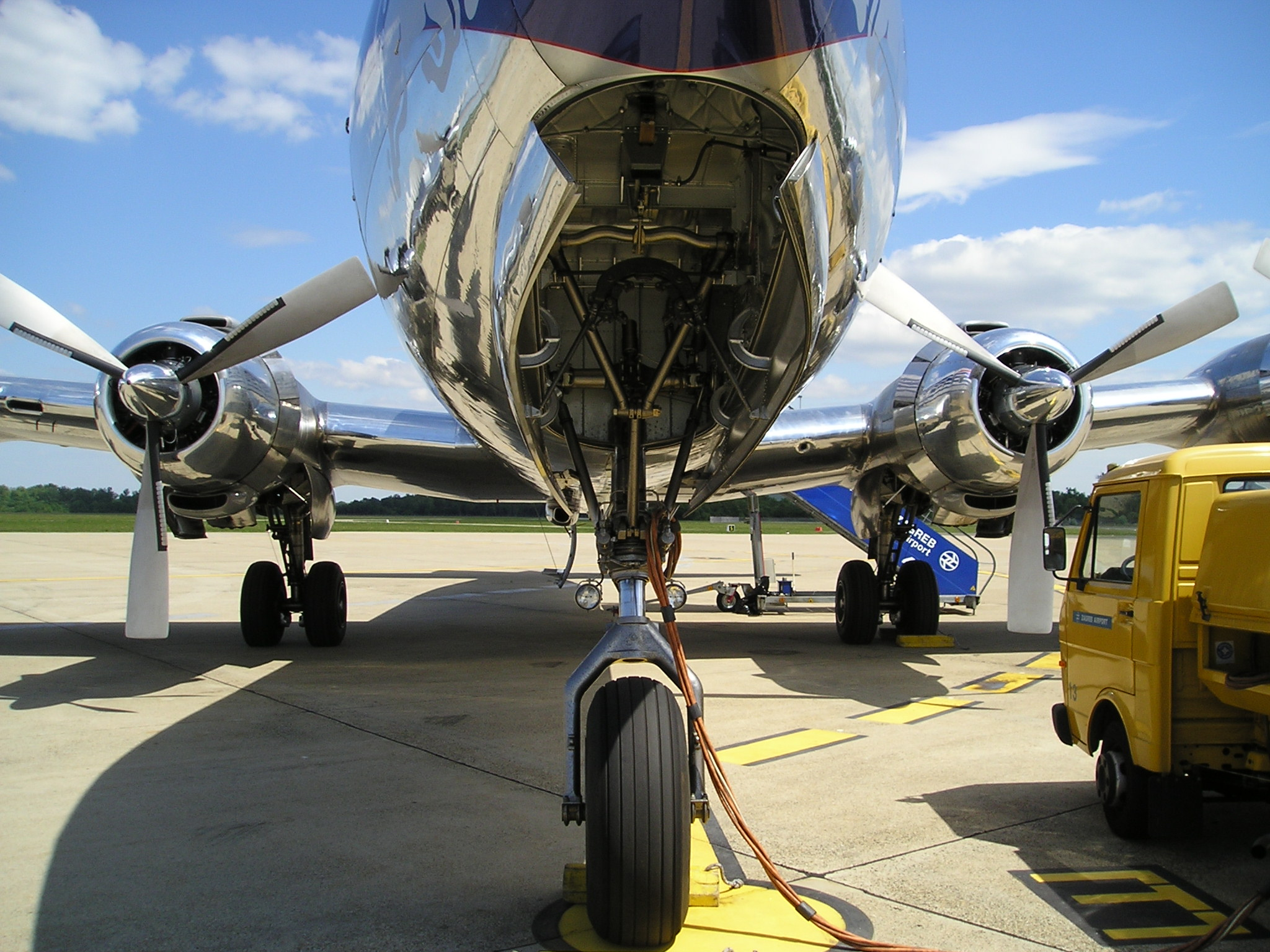
道格拉斯DC-6的機頭起落架。

CAB用了另一架DC-6來重演事故的情况。他們發現螺旋槳是不能在起飛前設定成反向推力的狀態，如果該旗沒有升起，該裝置便會在油門全開時自動在空中時再次換轉；引擎也會製造前向推力。由聯合航空的測試中顯示，若把其中一個引擎設定至反推力的狀態後把所有引擎的油門全開，該機體便會旋轉並向下俯衝。若把1、2和3號引擎的油門設至METO（起飛以外最大功率），再把4號引擎的油門全開並設定至反推力的狀態，飛機便會無法控制。
如果把副翼設定至全左，該飛機便可以短时间回复正常，但之後會繼續猛烈地向右傾側，相互对抗的力量會導致飛機失速，並猛烈地旋轉和向下俯衝。調查人員認為，該飛行測試精確地把「愛達荷主線號」的意外序列重演。由聯合航空和調查人員進行的測試顯示，如在飛機起飛後，向調至反推狀態的螺旋槳提供全功率，螺旋槳並不會製造前推力，反之會提高反推力。一個航空作家對此空難有這樣的看法：
「這次飛行測試結論性地顯示，在起飛狀態時，如果把一架DC-6的引擎設定成反推狀態再把油門全開；其便會變得無法控制。失去控制的速度非常快；機組人員在低空中能做到的不多。是次意外中，引擎能否在失去控制前於如此短時間内恢復製造前向推力實在成疑。」——麥克阿瑟·喬博，《空難第4卷》，2001年

### 結論
在檢驗殘骸時，調查人員發現所有引擎在意外時在碰撞時仍然在運轉。故把螺旋槳於起飛狀態時設定成反推狀態的方法只有兩種。調查人員把電路故障的可能性排除，因為引擎的主體經過詳細檢查後，並沒有發現此種可能性的證據。 因此，餘下來的唯一一种情况就是螺旋槳被機組人員無意地設定成反推狀態。雖然沒有正式的證據模擬此種發動機失效，但由目擊者的陳述來看；這班機可能發生了這種情況。於模擬一次發動機失效時，聯合航空的程序是把4號引擎關閉；與墜毀現場設定成反推狀態的引擎屬同一台。

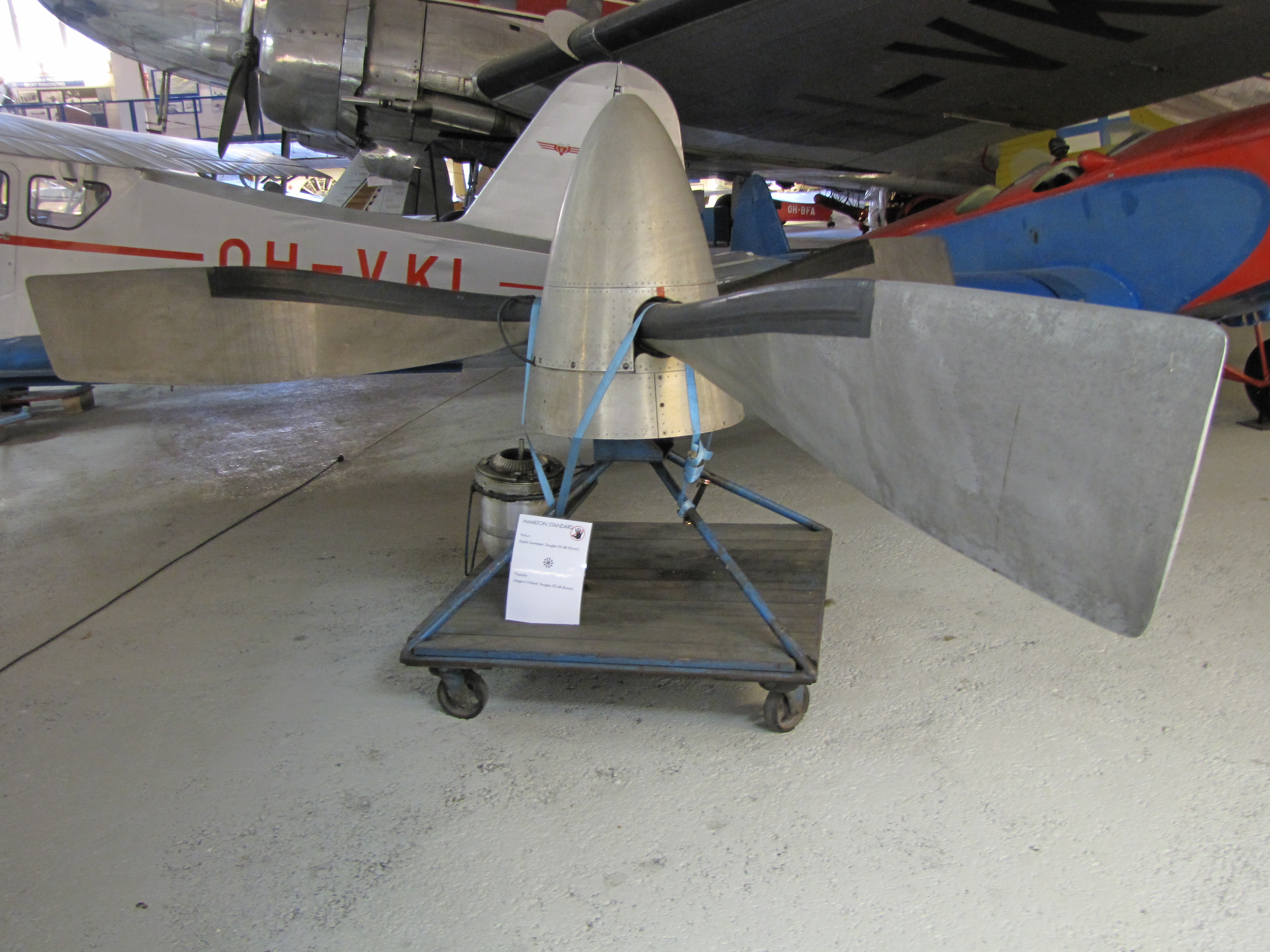
道格拉斯DC-6的螺旋槳，與安裝在「愛達荷主線號」屬相似類型。

調查報告總結意外的发生首先由檢查機長；於地面時把4號引擎的油門推回过慢车的位置開始，此舉把飛機的螺旋槳設定至反推狀態。於飛機起飛並向右傾側後，其中一個機組人員自然地增加了4號引擎的功率，認為此舉能令引擎開始製造前向推力並改出。然而，因為該金屬旗沒有升起，故沒有電力能推動轉推力裝置；而增加4號引擎的功率就只會令其製造更多反推力。
在最後的事故報告中提到由於俯衝過於突然，機組人員並沒有足夠時間作出反應。報告中提到：失去控制的速度非常快，一旦事故於低空中發生；即使機師可以作出反應，能办到的事並不多。報告又提到：机组必须要清楚正在发生什么、對其作出分析後於極短的時間內将其纠正。而纠正的操作能否在失去控制前的短时间内完成實在成疑。
1955年10月4日，CAB發布最終事故報告，並指引擎的螺旋槳被設定至反推狀態和隨後4號引擎被增加功率為意外的主因。
「委員會認為意外可能的成因是4號引擎於墜毀前被無意切轉到反推狀態的同時，其餘三個引擎仍然以高功率輸出運轉，結果飛機升空後不久便快速地不受控制。」——民用航空委員會，《紐約州艾斯利普鎮麥克阿瑟機場聯合航空有限公司事故調查報告》1955年

## 後續

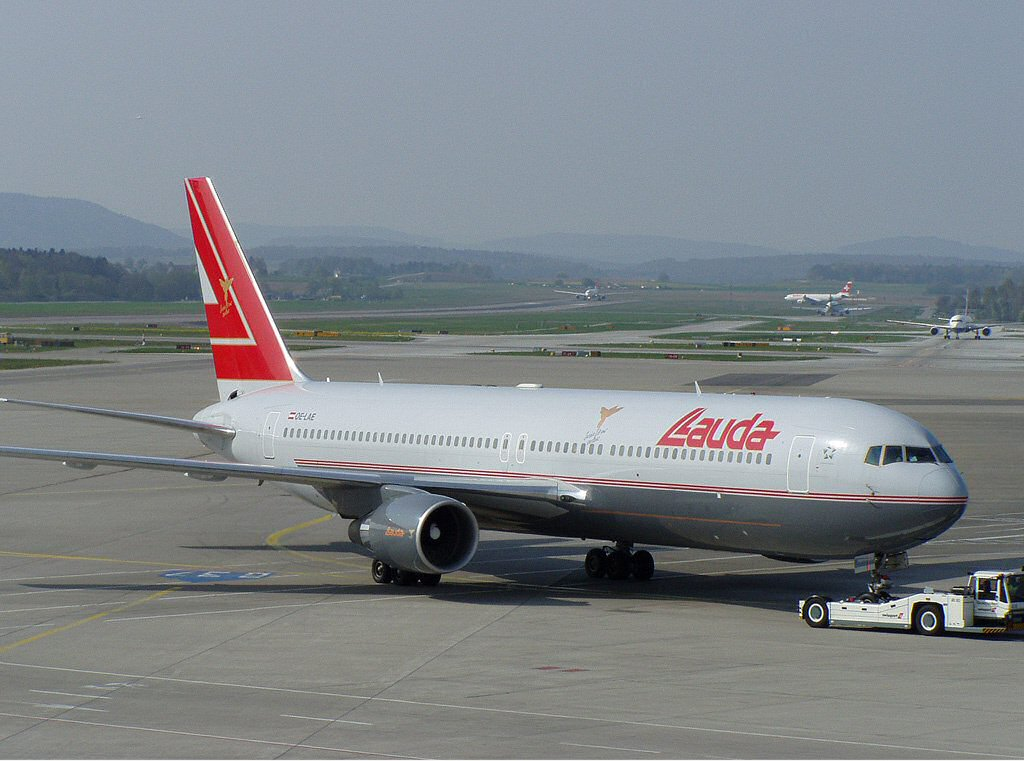
一架勞達航空波音767，與1991年因其中一個推力反向器於飛行途中打開後墜毀的飛機屬同一型號

### 技術進步
在是次意外後，民用航空局（CAA）發出適航指令；指示所有DC-6和DC-6B飛機均需要安裝一連串的閥門鎖，也即後來的馬丁桿。這個裝置是一個令機組人員可以手动地轉動；位於油門桿前和空轉線後的金屬桿，物理性地防止油門桿被後推到反推位置。根據CAB的報吿，一位聯合航空的工程師告诉調查人员“马丁杆使得拥有许多开关、继电器和自动装置的螺旋桨反推系统比起爱德华主线号上的系统更为可靠和安全。”
聯合航空發出聲明並表示他們已經在營運中的道格拉斯DC-7試用成功後，於意外前的一個星期開始於DC-6和DC-6B飛機上安裝有關裝置。「愛達荷主線號」尚未安裝馬丁桿。 聯合航空也表示他們已經計劃開始於他們所有的DC-6和DC-6B飛機上安裝反推力指示燈。該安裝在飛機駕駛艙中指示燈會於油門桿拉後得太遠导致螺旋槳反推時警告機組人員。

### 類似的事故
在是次意外後，有數次事故也是由發動機反推引起的。1961年，由道格拉斯DC-8运营的聯合航空859號班機在副機長於降落滑跑時打開所有引擎的推力反向器後，因左邊的引擎停留在正推力狀態，而右邊的引擎卻在反推狀態，令飛機急劇地轉向右方並與機場的施工車輛發生碰撞並墜毀，導致機上122人中的18人死亡。1982年，由DC-8營運的日本航空350號班機，一名有精神疾病的機長在最後進場時試圖自殺；他把機上引擎的推力反向器打開後飞机墜毀。機上174人中有24人死亡。在1991年，由波音767運行的勞達航空004號班機，在飛行途中左邊引擎的推力反向器因不明原因而開啟後墜毀。1996年的巴西天馬航空402號班機空難中，機體2號引擎的推力反向器突然開啟。飛機向右翻滚後於巴西聖保羅一處人口稠密的地區墜毀。

## 外部連結
註釋
1. 1 2  . Aircraft Crashes Record Office.   [2010-12-26]. （原始内容存档于2011-09-01）.
2. 1 2 3 4 5  . Aviation Safety Network.   [2010-10-22]. （原始内容存档于2011-06-06）.
3. 1 2 3  . New York Times. 1955-04-05  [2010-12-26]. （原始内容存档于2012-11-05）.

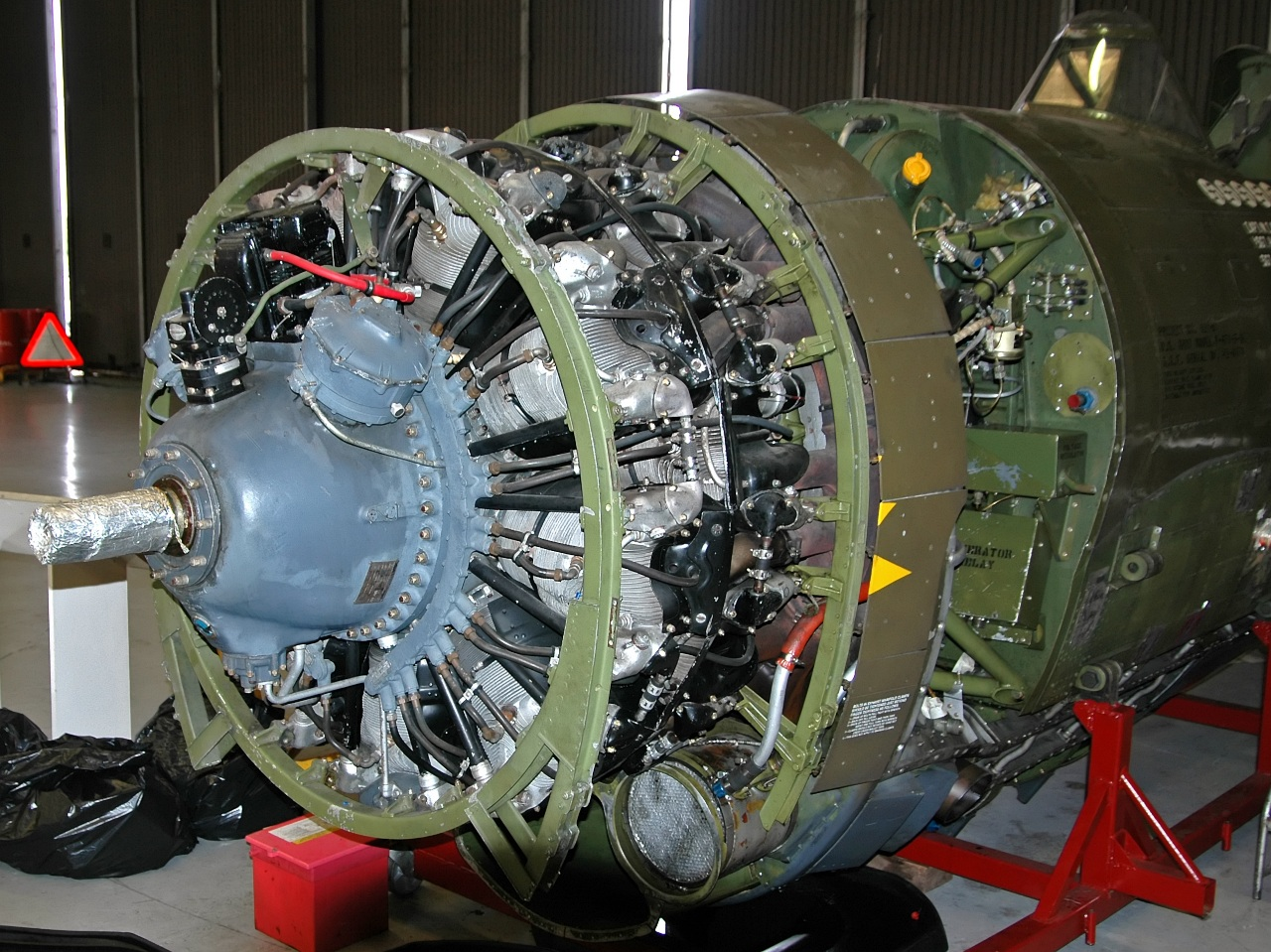
一台普惠R-2800雙黃蜂引擎，與安裝在道格拉斯DC-6上的屬同一型號。

4. 1 2 3 4 5 6 7 8 9 10 11 12 13 14 15 16 17 18 19  . Civil Aeronautics Board. 1955  [2011-01-12]. （原始内容存档于2017-04-06）.
5. 1 2 3 4 5 6 7
6. ↑  . Airliners.net.   [2010-12-28]. （原始内容存档于2016-05-14）.
7. 1 2 3 4 5  Job 2001, p. 46.
8. 1 2 3 4  Job 2001, p. 47.
9. 1 2 3  Job 2001, p. 49.
10. ↑  .   [2015-04-21]. （原始内容存档于2011-10-08）.
11. ↑  .   [2015-04-21]. （原始内容存档于2015-03-30）.
12. ↑  COCKPIT FIGHT REPORTED ON JET THAT CRASHED IN TOKYO （页面存档备份，存于）", The New York Times. February 14, 1982. Retrieved on June 24, 2011.
13. ↑  . 時代雜誌. 1982-03-01  [2007-04-20]. （原始内容存档于2008-05-02）.
14. ↑  .   [2015-04-21]. （原始内容存档于2011-07-22）.
15. ↑  . Aircraft Accident Investigation Committee of Thailand.   [2011-01-23]. （原始内容存档于2011-05-27）.
16. ↑  . Aviation Safety Network.   [2010-01-23]. （原始内容存档于2009-01-23）.

參考文獻
- Job, Macarthur. .  4. Aerospace Publications. 2001. ISBN 1-875671-48-X.